# ناوچه هلاس
ناوچه هلاس (به انگلیسی: Greek frigate Hellas) یک کشتی بود. این کشتی در سال ۱۸۲۶ ساخته شد.